# Лаздийское районное самоуправление
Лаздийское районное самоуправление лит. Lazdijų rajono savivaldybė, до 1995 — Лазди́йский райо́н) — район на юго-западе Алитусского уезда Литвы, у границы с Польшей и Белоруссией.
Административный центр самоуправления Лаздийского района — город Лаздияй. В районе расположен город Вейсеяй (лит. Veisiejai) и местечки Шештокай (лит. Šeštokai) и Сейрияй (лит. Seirijai). Площадь 1 309 387 км². В районе свыше 150 озёр, занимающих 10 738, 51 га его площади; крупнейшие Дуся (лит. Dusia, 2 337 га), Метелис (лит. Metelys, 1 299 га), Сейриис (лит. Seirijis, 503 га).

## История
23 января 1959 года к Лаздийскому району были присоединены Шештокский и Стебуляйский (частично) сельсоветы упразднённого Симнасского района, а 7 декабря 1959 года — Вейсейский район.

## Население
| 1959    | 1970    | 1996    | 1997    | 1998    | 1999    | 2000    | 2001    | 2002    |
| ------- | ------- | ------- | ------- | ------- | ------- | ------- | ------- | ------- |
| 47 500  | ↘45 400 | ↘28 372 | ↘28 071 | ↘27 852 | ↘27 590 | ↘27 353 | ↘27 182 | ↘26 926 |
| 2003    | 2004    | 2005    | 2006    | 2007    | 2008    | 2009    | 2010    | 2011    |
| ↘26 631 | ↘26 221 | ↘25 694 | ↘24 977 | ↘24 430 | ↘23 902 | ↘23 507 | ↘23 078 | ↘22 509 |
| 2012    | 2013    | 2014    | 2015    | 2016    | 2017    | 2018    | 2019    | 2020    |
| ↘22 064 | ↘21 639 | ↘21 254 | ↘20 813 | ↘20 438 | ↘19 821 | ↘19 115 | ↘18 695 | ↘18 324 |
| 2021    | 2022    | 2023    |         |         |         |         |         |         |
| ↘18 247 | ↘17 892 | ↘17 452 |         |         |         |         |         |         |

## Административное деление
Территорию самоуправления Лаздийского района образуют 14 староств:
- Будвечское староство (лит. Būdviečio seniūnija, центр — Дзукай),
- Староство города Вейсеяй (лит. Veisiejų miesto seniūnija, Вейсеяй),
- Вейсеяйское апилинковое староство (лит. Veisiejų apylinkių seniūnija, Вейсеяй),
- Капчяместское (лит. Kapčiamiesčio seniūnija),
- Кросненское (лит. Krosnos seniūnija),
- Кучюнайское (лит. Kučiūnų seniūnija),
- Лаздийское (лит. Lazdijų seniūnija),
- Староство города Лаздияй (лит. Lazdijų miesto seniūnija),
- Норагельское (лит. Noragėlių seniūnija),
- Сейрийское (лит. Seirijų seniūnija),
- Тейзайское (лит. Teizų seniūnija),
- Шештокское (лит. Šeštokų seniūnija),
- Шлаватайское (лит. Šlavantų seniūnija, Авиженай),
- Швянтэжерское (лит. Šventežerio seniūnija)

## Охрана природы
На севере района расположена небольшая часть южного сегмента биосферного резервата Жувинтас.

## Известные люди
В районе родились:
- Амбразайтите, Ниёле (1939—2016) — оперная певица, народная артистка СССР.
- Никитин, Агафон (1848—1880/1881) — русский солдат-артиллерист, герой Туркестанских походов.